# ريان إدواردز
ريان إدواردز (بالإنجليزية: Ryan Edwards)‏ (28 يناير 1976 بفريمونت في الولايات المتحدة - ) هو مدرب كرة قدم ولاعب كرة قدم أمريكي في مركز الدفاع. لعب مع سان خوسيه إيرثكويكس وSeattle Sounders (1994–2008) ‏ وSan Francisco Seals (soccer) ‏.

## روابط خارجية
- ريان إدواردز على موقع الدوري الأمريكي (الإنجليزية)
- ريان إدواردز على موقع قاعدة بيانات كرة القدم.إي يو (الإنجليزية)